# Raïon Vournarskij
Vournarskij Raïon (em cirílico: Вурнарский район) é um dos 21 raions da República Tchuvache. Fica no centro República e faz fronteira com o Raïon Alikovskij ao norte, com o Raïon Ibresinskij ao sul, com o Raïon Kanachskij ao leste e com o Raïon Choumerlinskij ao oeste.
Sua capital è Vurnary.

## Outras cidades e aldeias
Algazino, Apnerij, Azim Sirma, Burmankasij, Kalinino, Kolzovka, Sanarpozij.